# Pioneer Venus Orbiter
Pioneer Venus 1 · Pioneer 12
Pour des articles plus généraux, voir Programme Pioneer et Pioneer Venus.

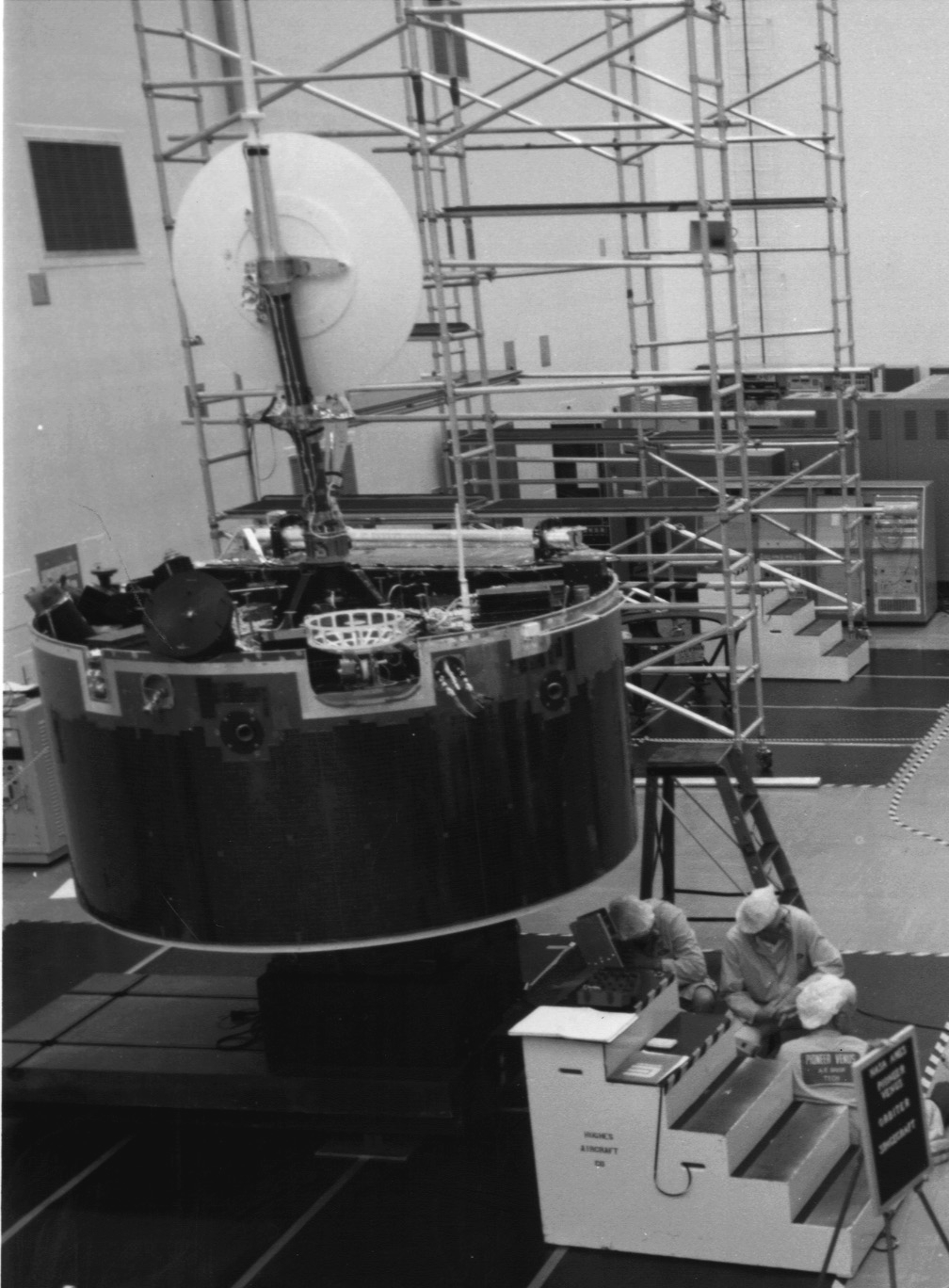
Pioneer Venus Orbiter peu avant son lancement.

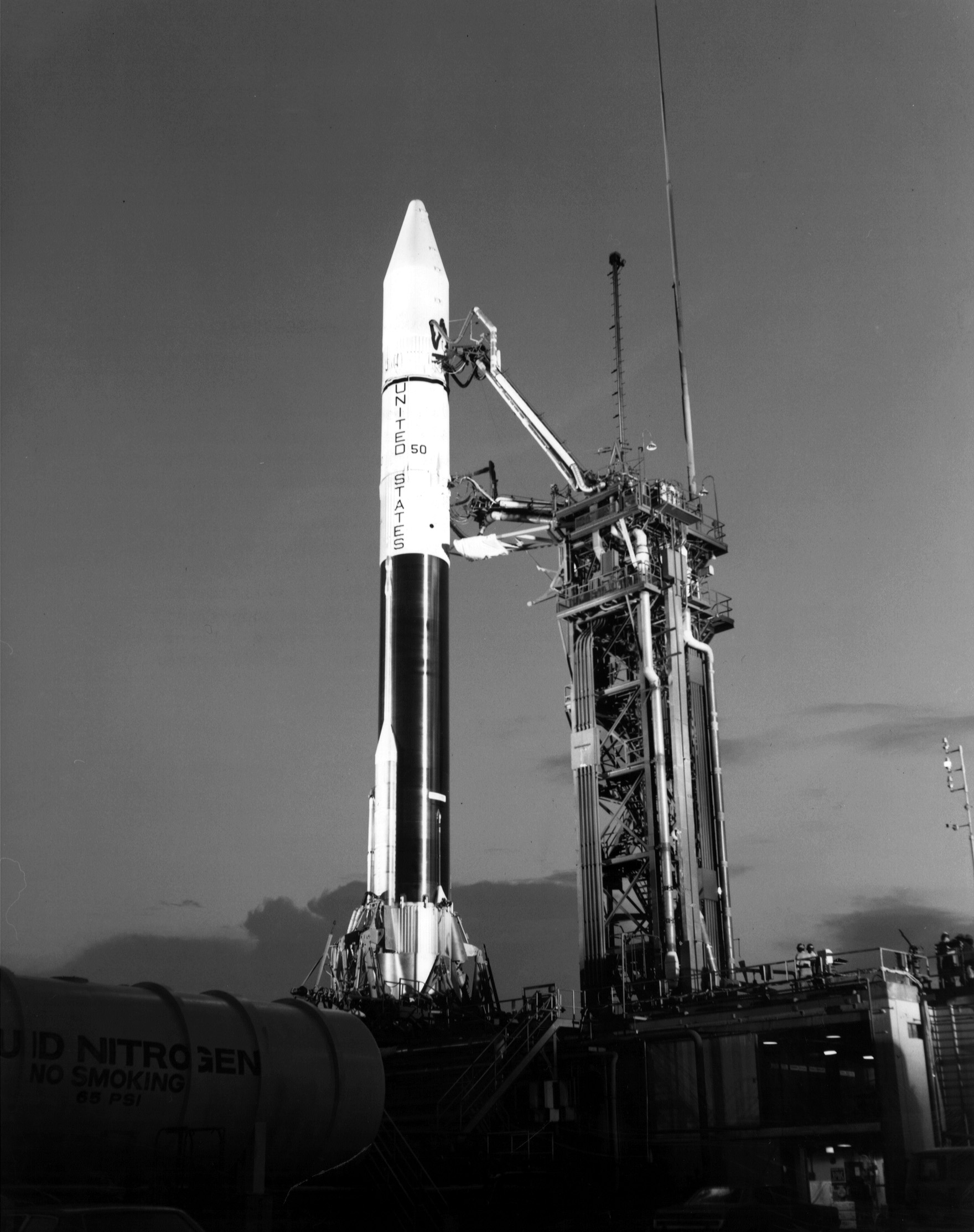
Le lanceur Atlas Centaur peu avant le décollage de Pioneer Venus Orbiter.

Le Pioneer Venus Orbiter, aussi nommé Pioneer Venus 1 et Pioneer 12, est une sonde spatiale de la NASA lancée le 20 mai 1978 en direction de Vénus afin d'étudier in situ son atmosphère et cartographier sa surface en se plaçant en orbite autour. Développée dans le cadre du programme Pioneer Venus qui comprenait également la Pioneer Venus Multiprobe, elle a recueilli des données durant plus de quatorze ans à l'aide de douze expériences scientifiques. La mission a permis de compléter les données collectées par les sondes spatiales du programme spatial soviétique Venera.

## Contexte
Le programme Pioneer Venus marque le retour de la NASA à l'étude de Vénus. Après le survol réussi de cette planète réalisé par Mariner 2 (1962) et Mariner 5 (1967), l'agence spatiale américaine a concentré ses efforts sur l'exploration de la planète Mars (programme Viking) et des planètes externes du système solaire (programme Voyager). Au début des années 1970, le centre de recherche Ames de l'agence spatiale américaine tente de développer des compétences dans le domaine de l'exploration du système solaire. En 1971, le centre a développé et lancé un prototype de sonde atmosphérique (PAET, en anglais : Planetary Atmosphere Experiment Test) pour tester le recueil de données scientifiques au cours d'une rentrée atmosphérique. Il étudie la réalisation d'un ensemble de missions à destination de Vénus comprenant au moins un orbiteur et des sondes atmosphériques. Une coopération avec l'agence spatiale européenne de l'époque, l'ESRO, est étudiée en 1972 puis abandonnée. Finalement, la NASA décide en août 1974 de développer toute seule deux sondes spatiales pour la fenêtre de lancement de 1978. L'appel d'offres pour la réalisation des deux sondes spatiales est remportée par la société Hughes Aircraft. Le coût des missions est relativement modique (200 millions de dollars de l'époque) notamment grâce à l'utilisation d'une plateforme développée pour les satellites de télécommunications de ce constructeur en maintenant 78 % des éléments communs entre les deux sondes spatiales. Pioneer Venus Multiprobe doit analyser l'atmosphère de la planète grâce à quatre sondes atmosphériques qui seront larguées dans l'atmosphère de Vénus tandis que Pioneer Venus Orbiter est chargée de se placer en orbite autour de Vénus et de recueillir des données grâce à une batterie de 12 instruments dont un radar rudimentaire.

## Vénus: état des connaissances en 1978
Au milieu des années 1970, les missions soviétiques du programme Venera ont collecté suffisamment de données pour permettre de dresser une image relativement complète de Vénus. L'atmosphère de la planète est constituée de 96,5 % de dioxyde de carbone et de 3,5 % d'azote. À la surface, la pression atteint 92 fois celle de la Terre au niveau des océans. Entre les altitudes de 50  et   70 kilomètres, on trouve des nuages d'acide sulfurique. Il n'existe que des traces infimes d'eau : 100 parties par million dans l'atmosphère et aucune étendue d'eau libre à la surface. La température en surface est très élevée, atteignant 462 °C. L'ionosphère est comparable à celle de la Terre mais la planète est dépourvue de champ magnétique significatif. Les plateaux et montagnes de Vénus atteignent des altitudes supérieures à ce qu'on trouve sur Terre[Combien ?] mais les parties basses n'atteignent qu'un cinquième de la profondeur des abysses terriennes.

## Objectifs
Les objectifs de la mission Pioneer Venus Orbiter sont  :
- réaliser une cartographie générale de l'atmosphère à l'aide des instruments de télédétection dans les spectres ultraviolet, infrarouge, lumière visible, radio, gamma et en utilisant les occultations radio ;
- effectuer des mesures in situ de l'atmosphère neutre, de l'ionosphère, et des régions où l'atmosphère vénusienne interagit avec le vent solaire ;
- cartographier la surface de la planète à l'aide d'un radar.

## Caractéristiques techniques
Pioneer Venus Orbiter a une masse totale de 553 kg dont 45 kg d'instruments scientifiques et 218,2 kg  pour le moteur principal (dont 179 kg de propergol). La sonde spatiale repose sur une plateforme commune aux deux sondes du programme Pioneer Venus dérivée de celle d'un satellite de télécommunications. La plateforme est un cylindre de 2,8 mètres de diamètre et de 1,4 mètre de haut. Dans un tube axial qui reprend les forces exercées par la fusée au lancement, est inséré le moteur Star 24 à propergol solide qui fournit 18,3 kN de poussée durant 28 secondes pour placer la sonde spatiale en orbite. Ce tube sert d'axe à un plateau circulaire d'une superficie de 4,37 m2 sur lequel sont fixés les équipements. Un panneau solaire couvrant la majeure partie de la surface verticale du cylindre est rendu solidaire du plateau par 24 fixations. Sous le plateau se trouvent deux réservoirs en titane de 32,5 cm de diamètre dans lesquels sont stockés les 32 kg d'hydrazine utilisés par les moteurs-fusées chargés d'effectuer les corrections de trajectoire et les changements d'orientation. La sonde spatiale est stabilisée par rotation à 5 tours par minute. Elle dispose de sept propulseurs tous fixés sur le plateau d'équipement : quatre pointent selon un axe perpendiculaire à celui du cylindre et trois pointant vers l'avant et l'arrière du cylindre. L'orientation est déterminée à l'aide de senseurs solaires et d'un viseur d'étoiles.
Pour les communications, la sonde spatiale dispose d'une antenne parabolique grand gain d'un diamètre de 1,09 mètre fixée au sommet d'un mât long de 2,9 mètres. L'antenne est maintenue en permanence pointée vers la Terre grâce à deux moteurs qui compensent à la fois la rotation de la sonde et corrigent l'orientation. Deux antennes omnidirectionnelles se trouvant au sommet de mâts fixés au-dessus et en dessous du cylindre de manière à émettre sur 180° viennent compléter ce dispositif. Les émissions se font en bande S (émetteur de 20 W). Un signal en bande X (émetteur de 0,75 W) est utilisé pour les expériences d'occultation radio. Le débit maximal est de 2 048 bit/s. Les émissions radio sont utilisées pour mesurer la vitesse de la sonde par effet Doppler avec une précision de 3 m/s. La sonde spatiale dispose d'une mémoire de masse de 1 million de bits reposant sur deux systèmes d'enregistrement. La capacité de stockage est calculée de manière à conserver les données accumulées durant la phase de l'orbite où Vénus s'interpose entre la sonde et la Terre. 15 persiennes s'ouvrent et se ferment pour assurer le contrôle thermique. Le panneau solaire d'une superficie de 7,2 m2 est constitué de cellules solaires de 2 × 2 cm fournissant en tout 226 watts au niveau de l'orbite terrestre et 312 watts au niveau de celle de Vénus. L'énergie est stockée dans deux batteries nickel cadmium ayant une capacité de stockage de 252 watts-heures,.
Les instruments scientifiques de Pioneer Venus Orbiter sont installés sur le plateau à la périphérie de celui-ci. Huit de ces instruments permettent l'observation de la planète, soit en pointant leurs capteurs dans l'axe du cylindre, soit perpendiculairement à celui-ci. Trois instruments utilisent des détecteurs montés au bout de mâts. Les capteurs du magnétomètre sont fixés au bout d'un mât long de 4,7 mètres comprenant trois sections qui sont déployées par des dispositifs pyrotechniques une fois la sonde spatiale lancée. Les deux détecteurs sphériques mesurant les champs électriques sont montés au bout d'antennes de 60 cm qui se déploient une fois la coiffe du lanceur larguée. Enfin, le capteur de température des électrons est une antenne de 1 mètre de long déployée une fois le satellite en orbite autour de Vénus. 

Schéma général de la sonde spatiale
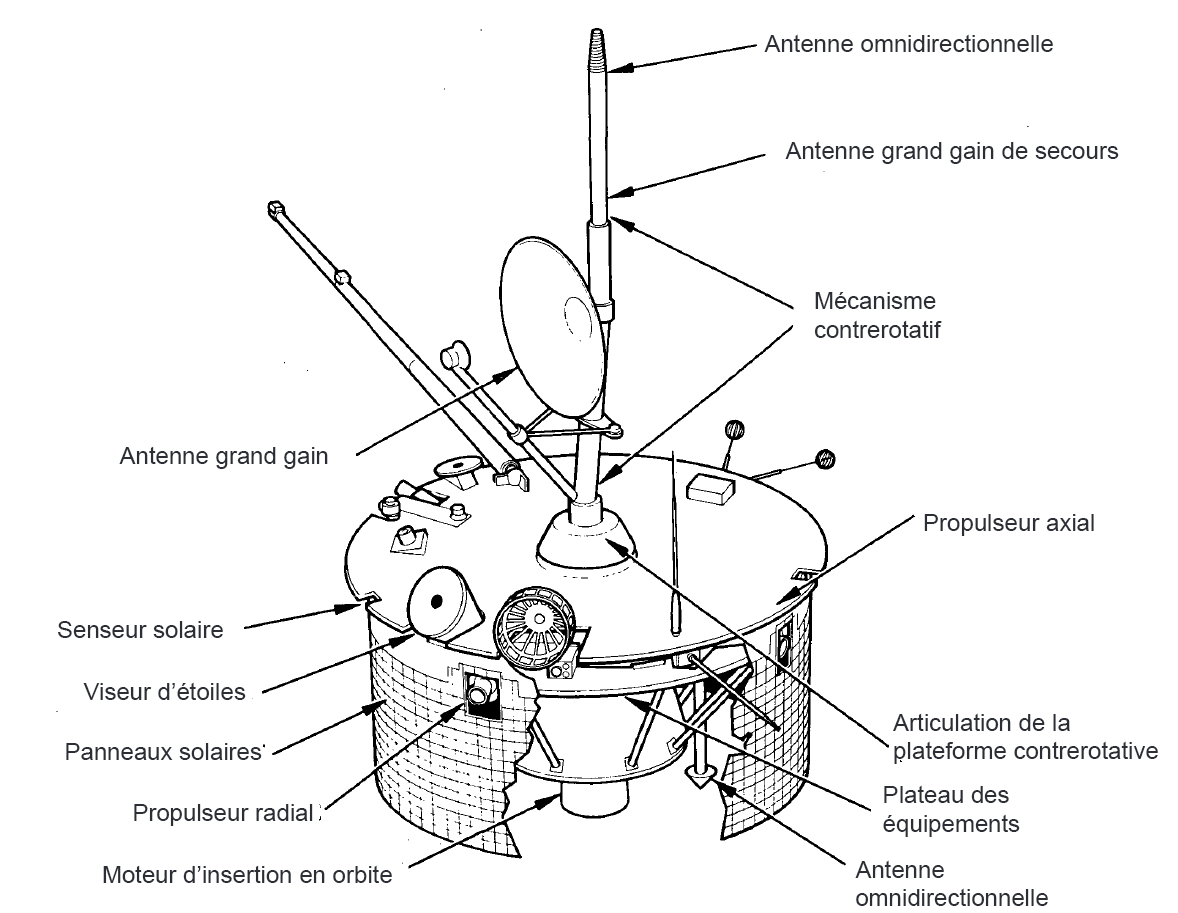
Équipements.
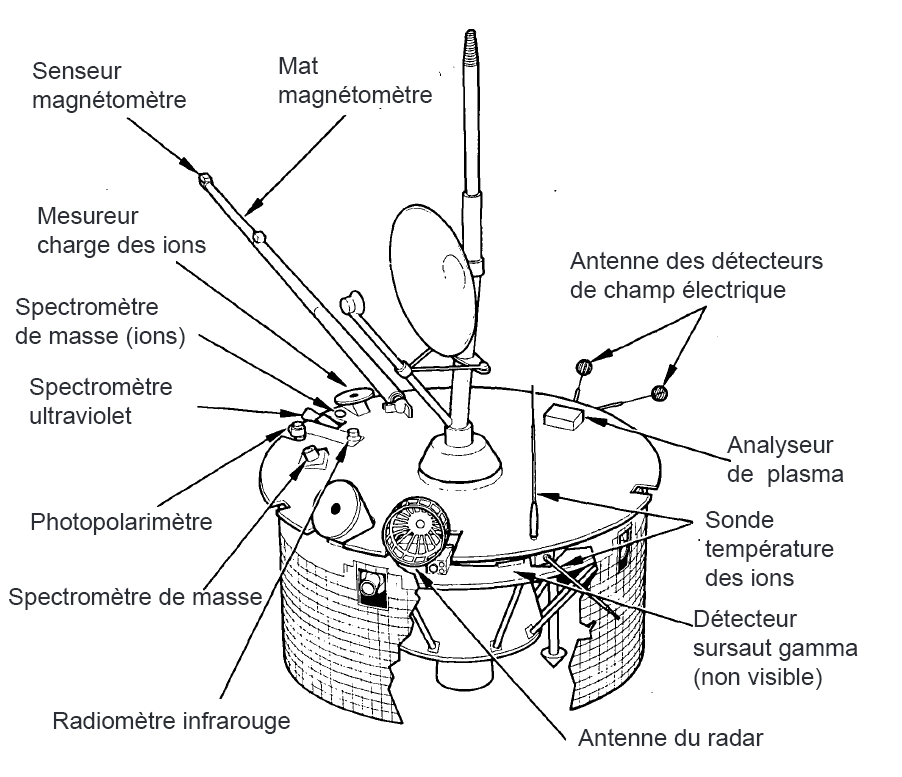
Instruments.

### Instrumentation scientifique
La sonde atmosphérique emporte 12 instruments scientifiques représentant une masse totale de 45 kg  :
- le photo-polarimètre OCPP chargé de mesurer la distribution verticale des nuages et des particules présentes dans les couches brumeuses de l'atmosphère. Le détecteur est constitué par un télescope de 3,7 cm d'ouverture équipé d'une roue à filtres ;
- le radar ORAD destiné à cartographier les parties de Vénus qui ne peuvent être observées depuis la Terre. L'instrument a une résolution maximale de 150 mètres ;
- le radiomètre infrarouge OIR chargé de mesurer les émissions en infrarouge de l'atmosphère à différentes altitudes. L'instrument doit déterminer quelles sont les régions de l'atmosphère qui absorbent l'essentiel de l'énergie solaire ;
- le spectromètre ultraviolet OUVS mesure les caractéristiques du rayonnement ultraviolet émis et diffusé par les nuages reflétant la composition de ceux-ci ;
- le spectromètre de masse neutre ONMS mesure la densité des atomes et molécules neutres dans les dimensions horizontale et verticale ;
- le détecteur de plasma OPA mesure les caractéristiques du vent solaire à proximité de Vénus (densité, vitesse, direction et température) à l'aide d'un analyseur d'énergie électrostatique ;
- le magnétomètre OMAG est destiné à mesurer le champ magnétique faible de Vénus qui joue un rôle important en interagissant avec le vent solaire ;
- l'instrument de mesure des champs électriques OEFD mesure les ondes de plasma et les émissions radio dans les fréquences 50-50 000 hertz. Cet instrument doit contribuer à déterminer comment le vent solaire est dévié par Vénus ;
- la sonde de températures OETP mesure les caractéristiques thermiques de l'ionosphère ;
- le spectromètre de masse OIMS mesure la distribution des ions dans l'atmosphère, en particulier des charges positives et leurs concentrations ;
- l'analyseur d'énergie des ions ORPA mesure l'énergie des ions dans l'ionosphère : vitesse, température et concentration des ions les plus abondants ;
- le détecteur de sursauts gamma OGBD mesure les émissions gamma en provenance de l'extérieur du système solaire dont l'énergie est comprise entre 0,2 MeV et 2 MeV ;
- l'expérience de radio science mesure les caractéristiques de l'atmosphère à l'aide d'occultations radio en bande X et S ainsi que les variations du champ gravitationnel de Vénus à travers l'effet Doppler résultant des accélérations de la sonde spatiale.

| Nom | Désignation complète                                    | Type                            | Constructeur1 | Responsable scientifique | Masse  | Consommation électrique | Remarques |
| --- | ------------------------------------------------------- | ------------------------------- | ------------- | ------------------------ | ------ | ----------------------- | --------- |
| OCPP | Orbiter Cloud Photopolarimeter                          | Photo polarimètre               | GISS          | J. Hansen                | 5 kg   | 5,4 W.                  |           |
| ORAD | Orbiter Radar Mapper Instrument                         | Radar                           | MIT           | G. Pettengill            | 9,kg   | 18 W.                   |           |
| OIR | Orbiter Infrared Radiometer                             | Radiomètre infrarouge           | JPL           | F. Taylor                | 5,9 kg | 5,2 W.                  |           |
| OUVS | Orbiter Ultraviolet Spectrometer                        | Spectromètre ultraviolet        | LASP          | A. Stewart               | 3,1 kg | 1,7 W.                  |           |
| ONMS | Orbiter Neutral Mass Spectrometer                       | Spectromètre de masse neutre    | GSFC          | H. Neimann               | 3,8 kg | 12 W.                   |           |
| OPA | Orbiter Plasma Analyzer                                 | Analyseur plasma                | ARC           | J. Wolfe                 | 3,9 kg | 5 W.                    |           |
| OMAG | Orbiter Magnetometer                                    | Magnétomètre                    | UCLA          | C. Rnssell               | 2 kg   | 2,2 W.                  |           |
| OEFD | Orbiter Electric Field Detector                         | Mesure des champs électriques   | TRW           | F. Scarf                 | 0,8 kg | 0,7 W.                  |           |
| OETP | Orbiter Electron Temperature Probe                      | Sonde température des électrons | GSFC          | L. Brace                 | 2,2 kg | 4,8 W.                  |           |
| OIMS | Orbiter Ion Mass Spectrometer                           | Spectromètre de masse d'ions    | GSFC          | H. Taylor                | 3 kg   | 1,5 W.                  |           |
| ORPA | Orbiter Retarding Potential Analyzer                    | Mesure des charges des ions     | LPARL         | W. Knudsen               | 2,8 kg | 2,4 W.                  |           |
| OGBD | Orbiter Gamma-Ray Burst Detector                        | Détecteur de sursaut gamma      | LASL          | W. Evans                 | 2,8 kg | 1,3 W.                  |           |
| - | Venus (ORO)                                             | Radio science                   | -             | A. Kliore (JPL)          | -      | -                       |           |
| - | Orbiter Dual-Frequency Experiments (OGPE)               | Radio science                   | -             | T. Croft (SRI)           | -      | -                       |           |
| - | Atmospheric and Solar Wind Turbulence Experiment (OTUR) | Radio science                   | -             | T. Croft (JPL)           | -      | -                       |           |
| - | Orbiter Atmospheric Drag Experiment (OAD)               | Radio science                   | -             | G. Keating (LRC)         | -      | -                       |           |
| - | Orbiter Internal Density Distribution Experiment (OIDD) | Radio science                   | -             | R. Phillips (JPL)        | -      | -                       |           |
| - | Orbiter Celestial Mechanics Experiment (OCM)            | Radio science                   | -             | I. Shapiro (MIT )        | -      | -                       |           |
| 1 LASP : Laboratory for Atmospheric and Space Physics (Université de Boulder, Colorado ; UCLA : Université de Californie à Los Angeles ; JPL : Jet Propulsion Laboratory ; MIT : Massachusetts Institute of Technology ; GSFC : Goddard Space Flight Center GISS : Goddard Institute for Space Studies ; LRC : Langley Research Center ; ARC : Ames Research Center ; LASL : Los Alamos National Laboratory ; SRI : Stanford Research Institute |                                                         |                                 |               |                          |        |                         |           |

## Déroulement de la mission

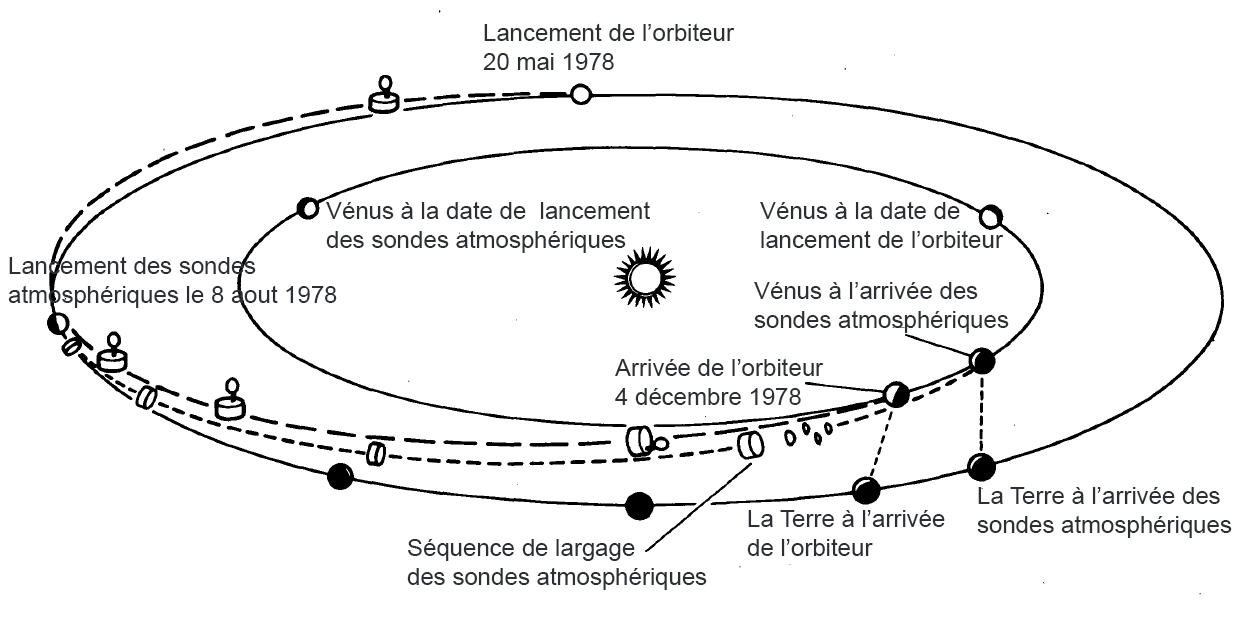
Transit entre la Terre et Vénus des deux sondes Pioneer Venus.

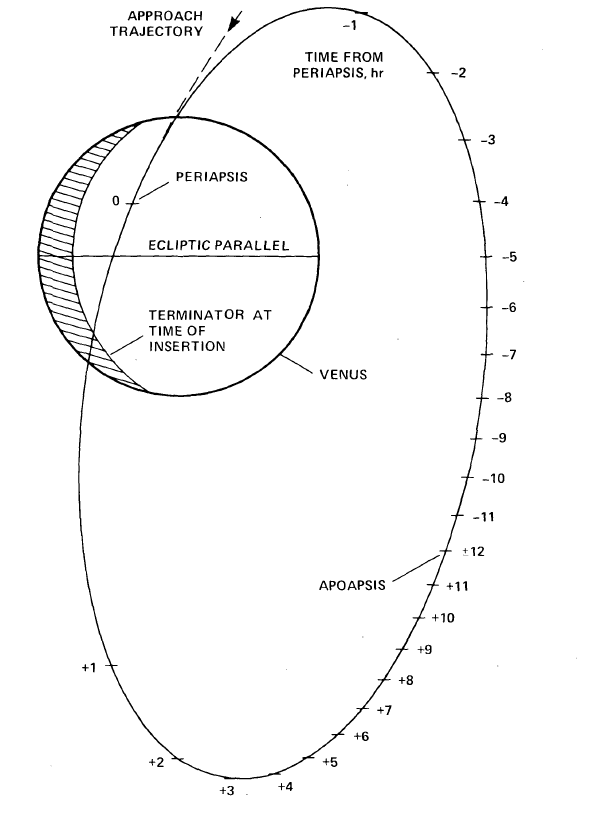
L'orbite de Pioneer Venus Orbiter.

### Lancement et transit jusqu'à Vénus
La fenêtre de lancement de Pioneer Venus Orbiter s'ouvre le 20 mai 1978 et se referme le 10 juin 1978. La sonde spatiale est lancée dès le premier jour par une fusée Atlas SLV-3D Centaur. Alors que Pioneer Venus Multiprobe suivra une trajectoire interplanétaire de type I (la sonde spatiale parcourt moins d'une demi-orbite autour du Soleil), Pioneer Venus Orbiter suit une trajectoire de type II qui lui permet d'arriver à vitesse réduite en vue de la planète Vénus et de limiter ainsi la quantité d'ergols nécessaire à l'insertion en orbite. Le 1er juin, une manœuvre de correction de trajectoire de 3,3 m/s doit être effectuée mais un système de sécurité trop sensible arrête la manœuvre. Les opérateurs au sol doivent temporairement désactiver celui-ci avant de donner l'instruction à la sonde spatiale de réitérer la manœuvre qui doit la placer sur une trajectoire frôlant l'hémisphère nord de Vénus à 348 km d'altitude. Début juin, le détecteur de rayons gamma de la sonde spatiale est mis à contribution pour une opération de triangulation conjointe avec les satellites Vela et Helios 2. Le but est de localiser l'origine d'un sursaut gamma, phénomène inexpliqué à l'époque. Ces mesures et d'autres effectuées par la suite permettront de situer l'origine du phénomène dans la région des Nuages de Magellan. Le 2 décembre, l'orientation de la sonde spatiale est modifiée pour préparer la manœuvre d'insertion en orbite. Après un séjour de 7 mois dans l'espace, le 4 décembre, le moteur à propergol solide est automatiquement mis à feu et fonctionne durant 28 secondes alors que la sonde spatiale, passée derrière la planète, est hors de portée des communications avec la Terre. Le système de propulsion qui doit fournir un changement de vitesse de 1 060 m/s est plus efficace que prévu et Pioneer Venus Orbiter se trouve placée sur une orbite de 23 heures 11 minutes au lieu des 24 heures visées avec un périgée de 378 km au lieu de 392 km. Les deux autres paramètre de l'orbite - l'apogée de 66 900 km et l'inclinaison de 105° - sont proches des valeurs prévues. Durant les jours suivants, plusieurs manœuvres orbitales sont effectuées pour placer la sonde spatiale sur son orbite cible puis la vitesse de rotation est abaissée de 15 tours à 5 tours par minute. C'était la première fois qu'un moteur à propergol solide était utilisé pour insérer une sonde spatiale en orbite autour d'une autre planète. Cette technique plus économique et plus sure présente l'inconvénient de nécessiter des corrections d'orbite postérieures importantes. Pioneer Venus Orbiter est la troisième sonde spatiale à se placer en orbite autour de Vénus mais le premier engin américain,.

### Déroulement de la mission scientifique
La durée initiale de la mission Pioneer Venus Orbiter avait été fixée à 243 jours (durée d'une année vénusienne), mais, avant même que la sonde spatiale se mette en orbite autour de Vénus, les responsables de la NASA avaient autorisé un prolongement de la mission pour permettre le recueil de données scientifiques supplémentaires et compléter la cartographie radar. Durant les deux premières années, près de 100 corrections orbitales sont effectuées pour maintenir la sonde spatiale sur son orbite nominale. En juillet 1980, après 660 jours d'opération, ces manœuvres ont pratiquement épuisé l'hydrazine dont il ne reste plus que 4,5 kg. Pour prolonger la durée de la mission, les opérateurs laissent à partir de cette date l'altitude du périgée évoluer sous l'influence des forces gravitationnelles de Vénus et du Soleil ainsi que de la poussée du vent solaire sur le corps de la sonde spatiale. Le périgée va ainsi progressivement se relever de 160  à   2 270 km (atteint en juin 1986) avant de commencer à s'abaisser à nouveau jusqu'à ce que la sonde spatiale pénètre dans les couches denses de l'atmosphère vénusienne en 1992. Durant la phase de périgée élevé, peu influencé par la trainée atmosphérique, les scientifiques ont pu effectuer des mesures plus précises du champ gravitationnel de Vénus. Par contre, pour les mêmes raisons, ils n'ont pu effectuer des mesures in situ de l'atmosphère au moment du minimum du cycle solaire. En 1991, comme prévu, le périgée de l'orbite de la sonde spatiale se situe au-dessus de l'hémisphère sud à une altitude de 700 km. Les opérateurs ne réactivent pas le radar car la sonde Magellan, équipée d'un radar beaucoup plus puissant, s'est placée en orbite autour de Vénus le 10 août 1990. En septembre 1992, la sonde spatiale entame une série de manœuvres pour éviter que son périgée, sous l'influence des différentes forces perturbatrices, ne descende au-dessous de 130 km ce qui déclencherait sa rentrée atmosphérique et sa destruction. Mais en octobre, la sonde spatiale épuise ses dernières réserves d'ergols pour préserver son altitude et le 8 octobre, alors qu'elle boucle sa 5055e orbite, l'altitude au périgée tombe à 128 km et la sonde est détruite par les forces de trainée,,.

## Résultats scientifiques

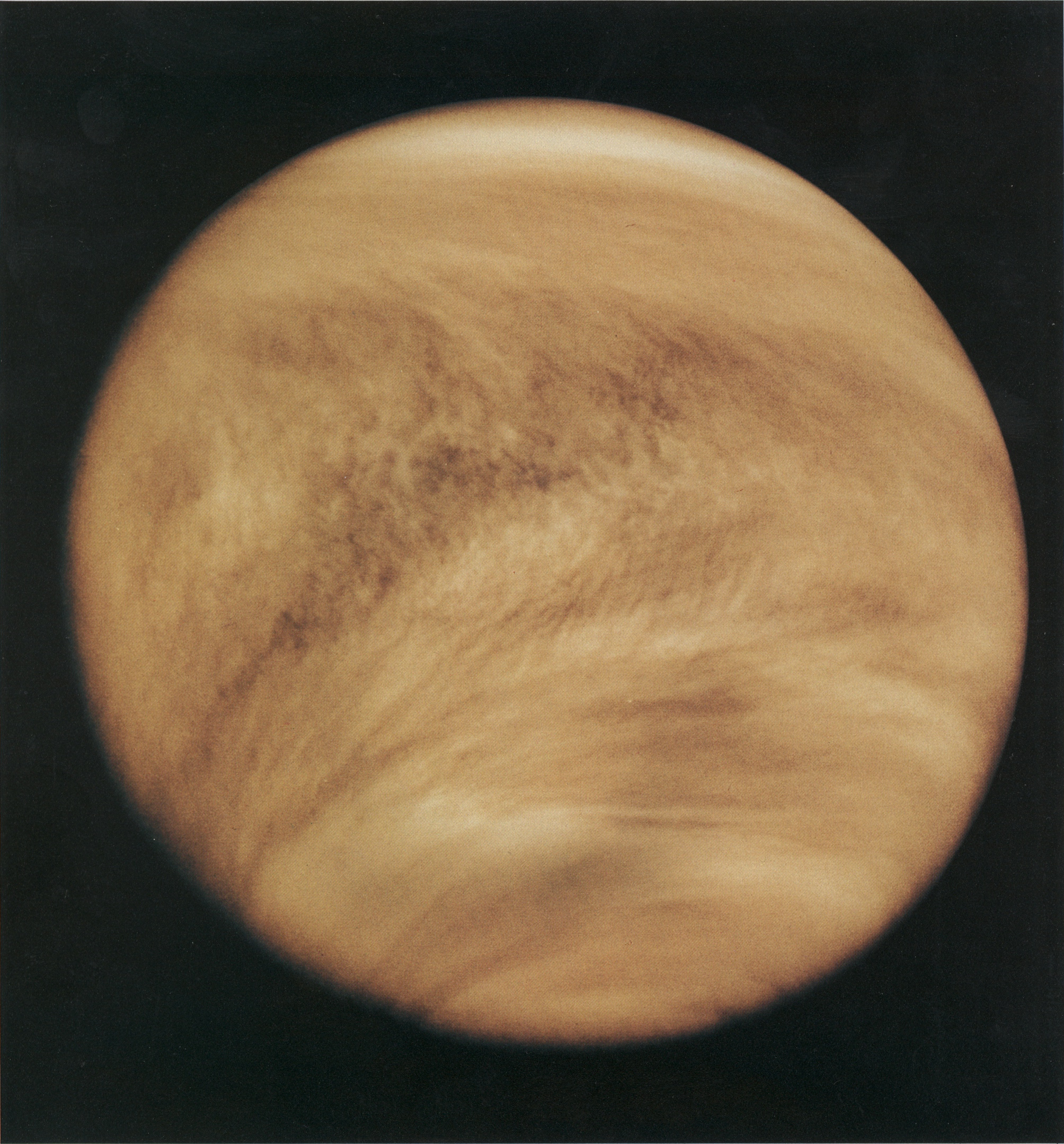
Les nuages de Vénus dans l'ultraviolet vues par Pioneer Venus Orbiter (février 1979).

Pioneer Venus Orbiter a rempli ses objectifs. Au cours de la mission, la sonde spatiale a transmis plus de 10 gigabits de données qui avaient donné lieu en 1990 à 1 000 communications scientifiques. Le coût de la mission s'est élevée à 80 millions de dollars pour la réalisation de la sonde et environ 45 millions pour les opérations.

### Géologie
Les mesures du champ magnétique par le magnétomètre de Pioneer Venus Orbiter confirment que Vénus ne dispose d'aucun magnéto interne. Les surfaces de la Terre et de Vénus sont profondément différentes. Sur Terre, on distingue d'une part des régions proches de l'altitude moyenne (0 km d'altitude soit le niveau des océans) représentant 35 % de la surface totale (correspondant aux surfaces continentales) et d'autre part les bassins océaniques (65 % de la surface) dont l'altitude moyenne est de −5 km par rapport au niveau de référence. Sur Vénus, 60 % de la surface s'écarte de moins de 500 mètres du niveau moyen fixé à 6 051,4 km. Les surfaces au-dessus du niveau moyen ne sont pas plus hautes et ne représentent pas une proportion très différente de ce qui se trouve sur Terre mais les surfaces sous le niveau moyen représentent une proportion marginale de la superficie.

### Atmosphère
Les instruments de la sonde spatiale démontrent que les ions et atomes d'hydrogène s'échappaient de l'atmosphère de Vénus ce qui, sur la durée, pouvait expliquer l'absence de vapeur d'eau. La mesure du ratio deutérium/hydrogène à l'aide du spectromètre de masse apporte une confirmation à la théorie de l'échappement atmosphérique. Le spectromètre ultraviolet identifie les composants dans l'atmosphère supérieure permettant de comprendre le rôle du dioxyde du soufre, de la vapeur d'eau et de l'acide sulfurique dans le « cycle du soufre ». Une diminution de la concentration en dioxyde de soufre est observée au fil de la mission qui reste inexpliquée mais qui pourrait être attribuée à un déclin du volcanisme ou plus simplement à des changements dans la circulation atmosphérique. Le photo polarimètre permet de documenter la super-rotation de l'atmosphère de la planète (4 jours) mais également d'observer les modifications de la structure de l'atmosphère en particulier la persistance des structures en Y,.

### Ionosphère / interaction du vent solaire
Les instruments de Pioneer Venus Orbiter montrent que dans l'ionosphère, le dioxyde de carbone se dissocie en atomes et molécules d'oxygène dont les ions du coup prédominent. Le vent solaire en se heurtant à l'ionosphère de Vénus donne naissance à une onde de choc qui se situe à 1,3 rayon de Vénus (pour la Terre 14 à 16 rayons terrestres).

### Observation des comètes
Les instruments de la sonde spatiale recueillent au cours de la mission des données sur plusieurs comètes qui passent non loin de Vénus. En avril 1984, la sonde effectue des mesures des émissions en ultraviolet de la comète Encke et évalue la quantité d'eau éjectée alors que celle-ci atteint le périgée de son orbite autour du Soleil. En septembre 1985, des relevés sont effectués au passage de la comète Giacobini-Zinner. Lors du passage de la comète de Halley, début 1986, la sonde spatiale est idéalement placée pour effectuer des observations de la comète à son périgée. Les observations depuis la Terre sont difficiles car le Soleil s'interpose alors que la sonde spatiale se trouve à ce moment à 0,27 Unité Astronomique de la comète. Les observations qui s'étalent durant 2 mois permettent de calculer que la comète expulse environ 40 tonnes d'eau par seconde lorsqu'elle passe au plus près du Soleil. D'autres passages de comètes, moins fructueux sur le plan scientifique, sont observés par la suite.